# 李自敬
李 自敬（り じけい）は、順の第2代皇帝。初代皇帝李自成の弟。

## 生涯
李自成に従い、明に対して反乱を起こした。
1644年（明の崇禎17年/順永昌元年）、
李自成は明を滅ぼし順王朝を建国したが、
翌年の1645年（永昌2年）に清に敗れて死亡した。
李自成が敗死した後を受けて李自敬は将軍達の支持を受けて皇帝に
即位したが、翌年1646年（永昌3年）に清軍に敗れて殺害
された。